# Khalida Popal
Khalida Popal (Kabul, Afganistan, 21 de maig de 1987) és una jugadora de futbol i feminista afgana.
Formada per la seva mare, començà a jugar a futbol des de ben petita tot i el rebuig de la societat afgana durant el règim talibà. Professional des de 2003, arribà a ser-ne capitana de la primera selecció femenina de futbol de l'Afganistan el 2007, disputant partits amistosos contra Nepal, Pakistan i Maldives. Davant la creixent popularitat de l'equip femení i convertida en un símbol dels drets de les dones afganes, fou amenaçada de mort en diverses ocasions. Per aquest motiu, va decidir fugir a l'Índia i després va demanar asil a Dinamarca, on resideix actualment.
A Dinamarca, jugà en un equip local però patí una greu lesió de genoll, fet que produí la seva retirada del futbol. Posteriorment, ha participat activament en la integració i igualtat de les dones i també va fundar la seva pròpia organització el 2014, Girl Power, que promou la participació de l'esport en els grups minoritaris. Actualment, és directora d'esdeveniments de la selecció femenina de futbol de l'Afganistan i col·labora habitualment com a ambaixadora de la FIFA i la UEFA.